# Dermot O’Reilly
Dermot Anthony O'Reilly (Dublin, República da Irlanda, 1942 - 17 de fevereiro de 2007) foi um músico folk, produtor e letrista irlandês, naturalizado canadiano.
O'Reilly foi membro da Ryan's Fancy e fez carreira a solo quando a banda se desfez em 1983. Foi educado em Inchicore, Condado de Dublin. Foi casado com Ann Brennan.
Em 1968, O'Reilly emigrou para Toronto onde conheceu os seus futuros companheiros de banda Fergus O'Byrne e Denis Ryan. Foi um dos membros fundadores de The Sons of Erin e ajudou a formar a banda Sullivan's Gypsies em 1970.
Em 1971, O'Reilly, O'Byrne e Ryan mudaram-se para St. John's, capital da província canadiana da Terra Nova e Labrador. Aí começaram a actuar como Ryan's Fancy. Ryan's Fancy tornou-se um popular grupo irlandês, que produziu 12 álbuns e apresentou um programa televisivo de sucesso durante várias estações. O'Reilly escreveu e produziu muitas canções irlandesas como membro dos Ryan's Fancy, como artista a solo e mais tarde como membro do grupo. O'Reilly actuou regularmente com Fergus O'Byrne.
Em 2004, os Ryan's Fancy foram honrados com um "Lifetime Achievement Award" pela "East Cost Music Association". Depois do fim dos Ryan's Fancy, O'Reilly fundou a "Piperstock Productions", uma produtora de vídeo e companhia de marketing com base em Torbay, Terra Nova. Algumas das produções em vídeo da Piperstock são:
- "The Last Run";
- "Rigs, Jigs and Songs from the Heart";
- "Cain's Legacy".

O'Reilly faleceu aos 64 anos, aparentemente em consequência de uma falha cardíaca. Sobrevive-lhe a sua esposa, Ann, e os seus três filhos.